# Luc Loubry
Luc Loubry (Antwerpen, 1954) is een Belgische fagottist. Hij kreeg zijn opleiding aan het Koninklijk Conservatorium Antwerpen. Tevens studeerde hij in Genève en Parijs. Zijn belangrijkste leraren waren Paul Vandenwegaete, Michel Denize en Maurice Allard. Tijdens zijn studies in Antwerpen werd hij geselecteerd voor de zomersessie in 1973 van het “Wereldorkest van Jeugd en Muziek” in Israël met Zubin Mehta.

## Carrière
Zijn professionele orkestcarrière begon Luc Loubry in 1973 bij het toenmalig Symfonisch Orkest van de BRT/RTB als 2de fagottist naast zijn leraar Paul Vandenwegaete. In 1976 werd hij benoemd als solo-fagottist bij het Nationaal Orkest van België. Van 1994 tot 2018 was hij aanvoerder van de fagotlessenaar in datzelfde orkest. Daarnaast was hij fagottist bij het Collegium Instrumentale Brugense (onder leiding van Patrick Peire) vanaf 1980 tot aan de ontbinding van dit kamerorkest in 2007. Met dit ensemble maakte hij tientallen opnames, waarvan vele ook in een solistische rol.
Hij trad als solist veelvuldig op met binnen- en buitenlandse orkesten.
Als internationaal kamermusicus maakte hij gedurende zijn lange carrière deel uit van verschillende kamermuziekensembles: het houtblazerstrio Avena, het pianokwintet Amadea en het Bellerophon ensemble (beide met pianist André de Groote), het Harpeggione ensemble, het Duo Legno, en het 5 Beaufort blaaskwintet van het Belgian National Orchestra.
In 1985 volgde hij zijn leraar, Paul Vandenwegaete op als docent fagot aan het conservatorium van Antwerpen. In 1993 werd hij docent fagot en kamermuziek aan het Koninklijk Conservatorium Brussel, waar hij enkele jaren later ook de kamermuziekafdeling coördineerde. Hij gaf veelvuldige Master Classes in binnen- en buitenland en wordt regelmatig uitgenodigd om te zetelen in de jury’s van nationale- en internationale wedstrijden, conservatoria (waaronder het Parijse “Conservatoire Supérieur”) en orkesten.
Luc Loubry bespeelt een fagot van Buffet-Crampon, Paris.

## Muziekopnames
Als fervent verdediger van de Franse fagotschool bouwt Luc Loubry al tientallen jaren aan een discografie met het belangrijkste kamermuziekrepertoire, talrijke concerti (o.a. Antonio Vivaldi, Jean-Baptiste Bréval, Jan Krtitel Vanhal, 2 maal het KV.191 fagotconcerto van Wolfgang Amadeus Mozart, Ernanno Wolf-Ferrari, Michel Damase en Bernard Andres) en recitalwerken van Händel via Mozart tot Jolivet.
Naast talrijke creaties van hedendaagse muziek, waarvan vele werken aan hem werden opgedragen, nam hij ook ‘herontdekkingen’ op van vergeten historisch repertoire uit belangrijke muziekbibliotheken (Parijs, Londen en Washington).

## Prijzen
Hij is laureaat van de belangrijkste internationale wedstrijden voor fagot: 3de prijs op de internationale wedstrijd “Praagse Lente” in 1974, op de internationale wedstrijd te Genève een zilveren erepenning in 1974 en een 2de prijs in 1980. In Brussel werd Loubry laureaat van de jaarlijkse muziekwedstrijd Tenuto (editie 1977) van de Vlaamse radio & televisie waardoor, naast verschillende recitals, ook een tv-uitzending aan hem gewijd werd. In 1976 kaapte hij samen met de hoboïst Jan De Maeyer en de klarinettist Nestor Janssens de eerste prijs weg op het internationaal kamermuziekconcours te Colmar met het trio Avena.